# Goria (cognome)
Goria è un cognome di lingua italiana.

## Varianti
Gorio.

## Origine e diffusione
Il cognome è tipicamente piemontese.
Potrebbe derivare da un toponimo o dal termine piemontese gorio, "vacca"; in quest'ultimo caso sarebbe affine al cognome Vacca.

## Persone
- Amedeo Goria, giornalista italiano (1954)
- Gianfranco Goria, fumettista italiano (1954)
- Giovanni Goria, politico italiano (1943-1994)
- Giovanni Goria, gastronomo italiano (1929)